# Jon Alberdi
Jon Alberdi Gorostidi, llamado Alberdi, nacido en Azpeitia (Guipúzcoa) el 16 de agosto de 1999, es un pelotari español de pelota vasca en la modalidad de mano, en la posición de delantero.

## Final del Campeonato Manomanista de 2.ª categoría
| Año  | Campeón | Subcampeón | Tanteo | Frontón |
| ---- | ------- | ---------- | ------ | ------- |
| 2022 | Alberdi | Salaberria | 22-11  | Labrit  |

## Final del Cuatro y Medio de 2.ª categoría
| Año  | Campeón | Subcampeón | Tanteo | Frontón |
| ---- | ------- | ---------- | ------ | ------- |
| 2019 | Peña II | Alberdi    | 22-15  | Labrit  |

## Final del Campeonato de Parejas de 2.ª categoría
| Año  | Campeón                | Subcampeón         | Tanteo | Frontón  |
| ---- | ---------------------- | ------------------ | ------ | -------- |
| 2021 | Alberdi - Salaverri II | Elordi - Garmendia | 22-11  | Adarraga |